# Понс (граф Тулузький)
Понс II Вільгельм (*Pons Guillaume бл. 992 — 1060) — граф Тулузи у 1037—1060 роках.

## Життєпис

### Молоді роки
Походив з династії Руерг (Раймундідів). Син Вільгельма III, графа Тулузи, та Емми Прованської. Народився близько 992 року. Дитинство провів у Тулузі. Згодом брав участь у походах батька. 1022 року одружився з донькою короля Наварри. 1024 року разом з матір'ю зробив пожертву монастирю Сен-Андре в Авіньйоні. У 1030 року отримав титул Прованський маркізат разом із титулом маркіза.

### Граф
У 1037 році після смерті Вільгельма III успадкував Тулузьке графство. З самого початку намітив політику на замирення з місцевими католицькими прелатами і абатами, повернувши захоплені землі та майно за часів його батька. 1038 році розділив володіння в діоцезі Альбігуа з родиною Бернатом Ато Тренкавелем, єпископом Альбі.
1040 року одружився з донькою графа Ла-Марського. У 1040 та 1047 роках надав значні володіння Клюнійському монастирю з Бургундії. 1047 року отримав титул палатина Аквітанії, який був суто номінальним.
1050 року заснував пріорат Віган. 1053 року його дружину було викрадено в Нарбоні Рамоном-Беренгером I, графом Барселонським, який одружився з нею. Це ще більше погіршило стосунки між володарями Тулузи й Барселони.
Помер 1060 року. Владу та володіння успадкував син Вільгельм.

## Родина
1. Дружина — Майоре, донька Санчо III, короля Наварри
Діти:
- Понс (д/н-1063)

2. Дружина — Алмодіс, донька Бернарда I, графа де Ла Марша
Діти:
- Вільгельм (1046—1092), граф Тулузи у 1060—1092 роках
- Раймунд (1048—1105), граф Тулузи у 1092—1105
- Гуго, абат Сен-Жіль з 1063 року
- Алмодіс (бл.1050—після 1132), дружина П'єра I, граф Мелгей